# Peter MacNicol
Peter MacNicol (Dallas, Teksas, 10. travnja 1954.), američki glumac. Televizijskoj je publici najpoznatiji po ulozi ekscentričnog odvjetnika Johna Cagea u "Ally McBeal" i po ulozi doktora Larryja Fleindharta u kriminalističkoj seriji "Zakon brojeva".

## Životopis

### Karijera
Peter MacNicol je odrastao u Teksasu, u obitelji od petero djece. Svoju karijeru započinje studirajući na sveučilištu u Dallasu i nastavlja je na sveučilištu u Minnesoti. Dok je studirao u Minnesoti, dvije sezone je nastupao u kazalištu "Guthrie". Tamo ga je zapazio newyorški glumački agent i savjetovao mu da se zaputi na Manhattan. Nedugo nakon toga, Peter dobiva ulogu u predstavi "Crimes of the Heart". Produkcija se odvijala na Broadwayu i MacNicol je za ulogu u predstavi dobio nagradu "Theatre World". Tijekom te produkcije, ponovno ga je zapazio glumački agent i pozvao ga na audiciju za ulogu u filmu "Sofijin izbor".
Osim u kazališnim predstavama, Peter je nastupao i u mnogim poznatim filmovima, kao gore spomenuti "Sofijin izbor", zatim "Istjerivači duhova 2 ", "Obiteljske vrijednosti obitelji Addams" itd. Peter se također bavi i sinkronizacijom animiranih filmova i serija.

### Privatni život
Trenutno živi u Los Angelesu zajedno sa svojom ženom Marthom Sue i sinom.

## Filmografija

### Televizijske uloge
- "Zakon brojeva" (Numb3rs) kao doktor Larry Fleinhardt (2005. – 2010.)
- "The Spectacular Spider-Man" kao doktor Otto Octavius (glas) (2008. – 2009.)
- "The Batman" kao doktor Kirk Langstrom (glas) (2004. – 2008.)
- "Harvey Birdman, Attorney at Law" kao X-Eliminator (glas) (2003. – 2007.)
- "24" kao Tom Lennox (2007.)
- "Bostonsko pravo" (Boston Legal) kao Dr. Sydney Field (2006.)
- "Danny Phantom" kao Sidney Pindexter (glas) (2004. – 2005.)
- "Liga heroja" (Justice League) kao Chronos (glas) (2005.)
- "This Just In" kao Craig Tindle (2004.)
- "Dva lica pravde" (The Lyon's Den) kao Darryl Nicks (2003.)
- "Ally McBeal" kao John Cage (1997. – 2002.)
- "Buzz Lightyear of Star Command" kao narednik (glas) (2000.)
- "The Wild Thornberrys" kao Raju (glas) (2000.)
- "Ally" kao John Cage (1999.)
- "Chicago Hope" kao Alan Birch (1994. – 1998.)
- "Tales from the Crypt" kao Austin Haggard (1994.)
- "Kafić Uzdravlje" (Cheers) kao Mario (1993.)
- "The Powers That Be" kao Bradley Grist (1992. – 1993.)
- "The Days and Nights of Molly Dodd" kao Steve Cooper (1987.)
- "Faerie Tale Theatre" kao Martin (1984.)

### Filmske uloge
- "Stuart Mali 3: Zov divljine" (Stuart Little 3: The Call of Wild) kao vodič trupe (glas) (2005.)
- "Iza zavjese" (Behind the Curtain) kao Vincent Poinsetta (2005.)
- "Protiv svih pravila" (Breakin' All the Rules) kao Philip Gascon (2004.)
- "Crazy Love" kao suprug (2003.)
- "Balto" (Balto: Wolf Quest) kao Muru (glas) (2002.)
- "The Ponder Heart" kao Daniel (2001.)
- "Recess: School's Out" kao Fenwick (glas) (2001.)
- "The Pooch and the Pauper" kao Liberty (glas) (2000.)
- "Olive, the Other Reindeer" kao Fido (glas) (1999.)
- "Snowdenov Božić" (Snowden's Christmas) kao Snowden (glas) (1999.)
- "Bebe genijalci" (Baby Geniuses) kao Dan (1999.)
- "The Secret of NIMH 2: Timmy to the Rescue" kao pripovjedač (1998.)
- "Silencing Mary" kao Lawrence Dixon (1998.)
- "Mr. Bean: Film potpune katastrofe" (Bean) kao David Langley (1997.)
- "Toto: Lost in New York" kao Ork (glas) (1996.)
- "Abducted: A Father's Love" kao Roy Dowd (1996.)
- "Mojave Moon" kao popravljač (1996.)
- "Dracula: Veseli mrtvac" (Dracula: Dead and Loving It) kao R.M. Renfield (1995.)
- "Radioland Murders" kao pisac (1994.)
- "Roswell" kao Lewis Rickett (1994.)
- "Obiteljske vrijednosti obitelji Addams" (Addams Family Values) kao Gary Granger (1993.)
- "HouseSitter" kao Marty (1992.)
- "Hard Promises" kao Stuart (1991.)
- "American Blue Note" kao Jack Solow (1991.)
- "By Dawn's Early Light" kao Tom Sedgewicke (1990.)
- "Istjerivači duhova 2" (Ghostbusters 2) kao Janosz Poha (1989.)
- "Heat" kao Cyrus Kinnick (1986.)
- "Johnny Bull" kao Joe Kovacs (1986.)
- "Sofijin izbor" (Sophie's Choice) kao Stingo (1982.)
- "Dragonslayer" kao Galen (1981.)

## Vanjske poveznice
- Službena web stranica  Arhivirana inačica izvorne stranice od 10. veljače 2010. (Wayback Machine)